# ناتالیا سیلیانوا
ناتالیا سیلیانوا (انگلیسی: Nataliya Silianova؛ زادهٔ ۲۹ ژانویهٔ ۱۹۷۱) بازیکن زن بسکتبال اهل اوکراین بود.